# Stefan Jaracz

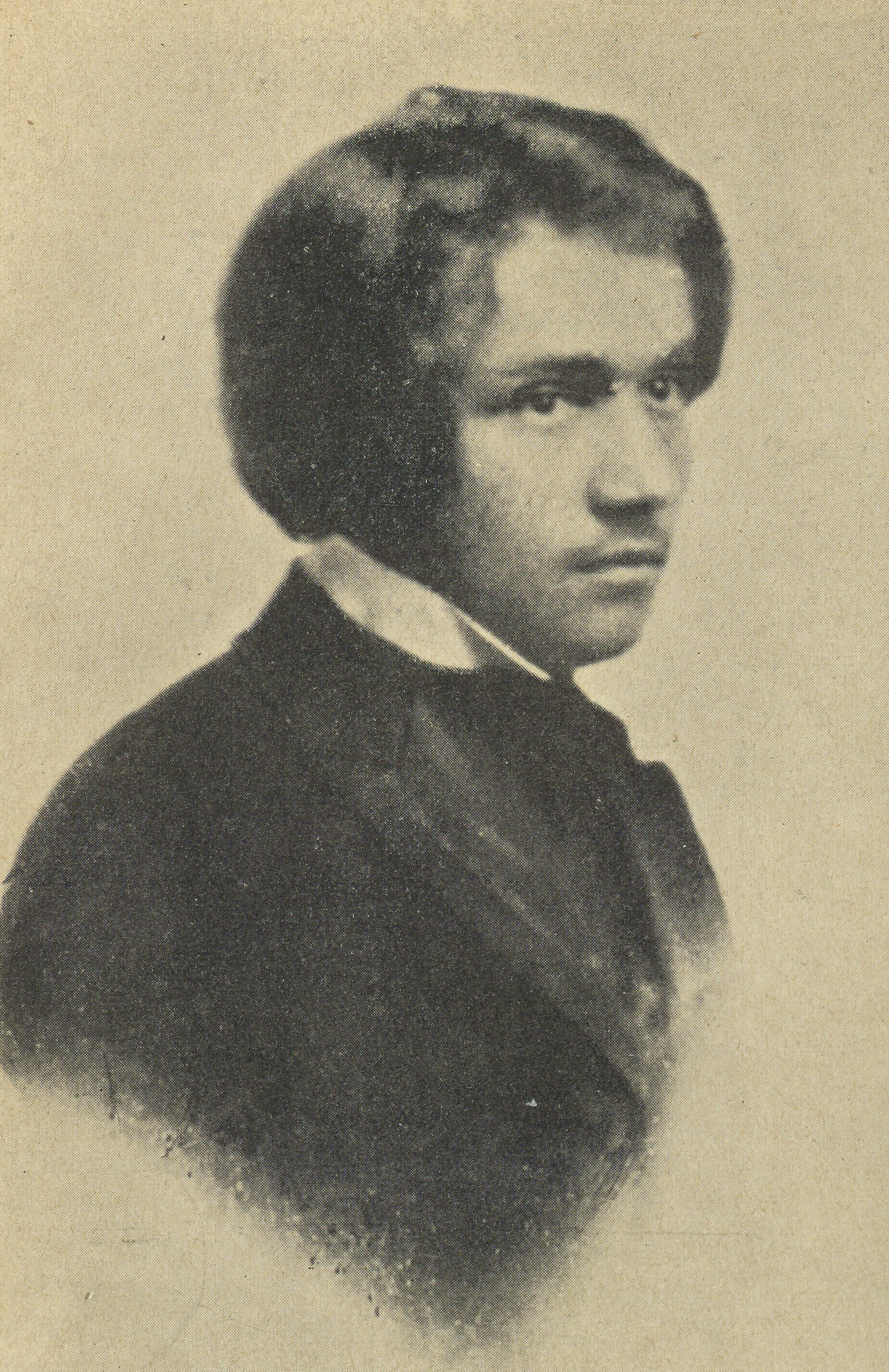
Stefan Jaracz w 1903

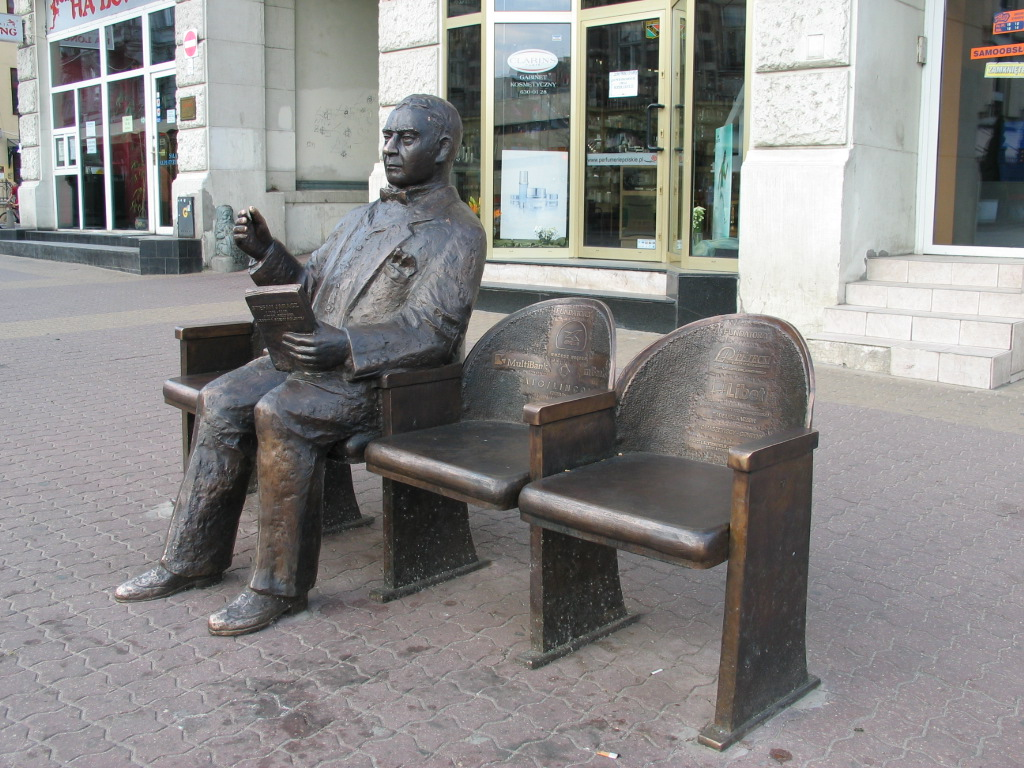
„Fotel Jaracza” w Galerii Wielkich Łodzian

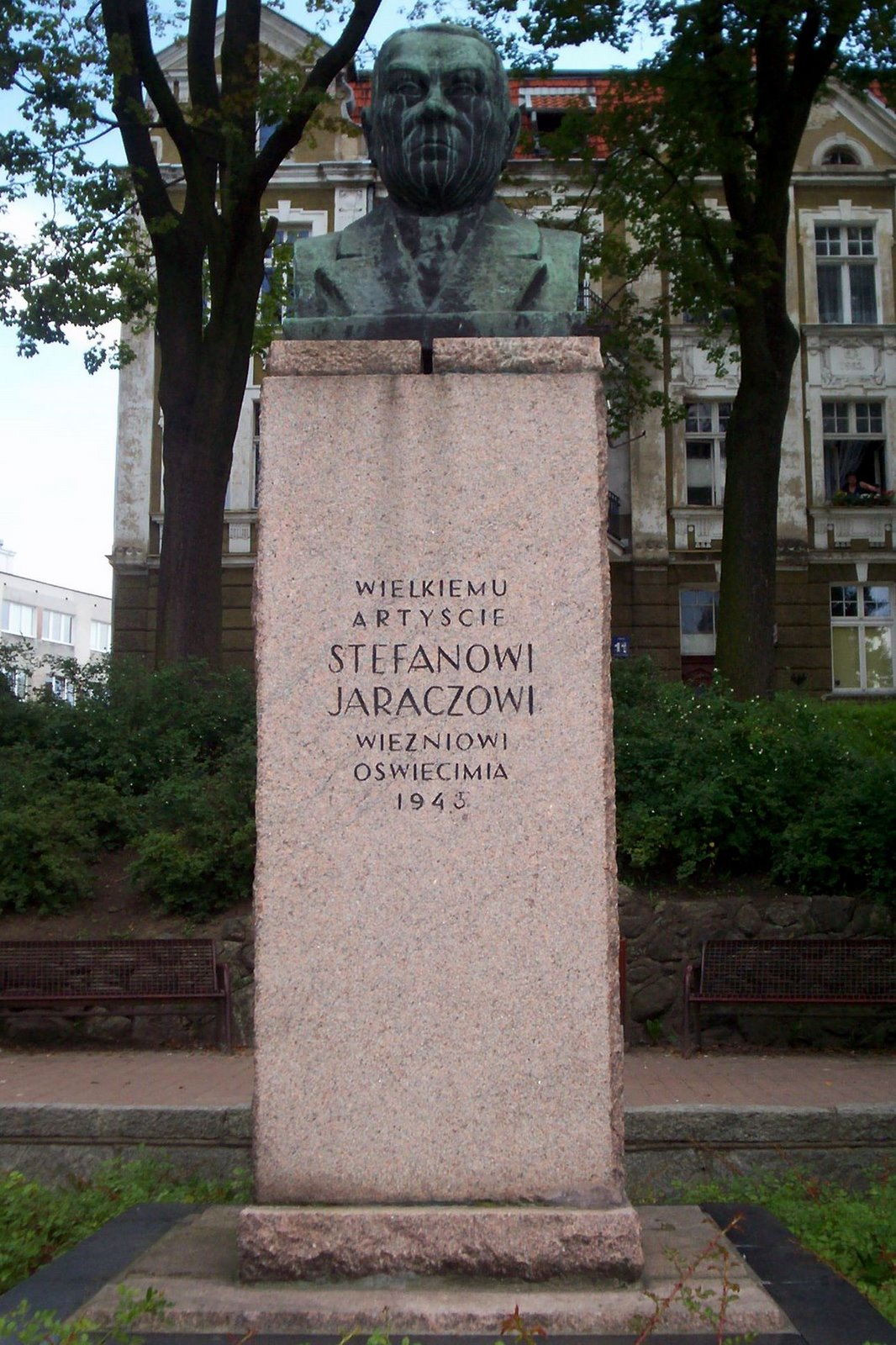
Pomnik z popiersiem Jaracza w Olsztynie

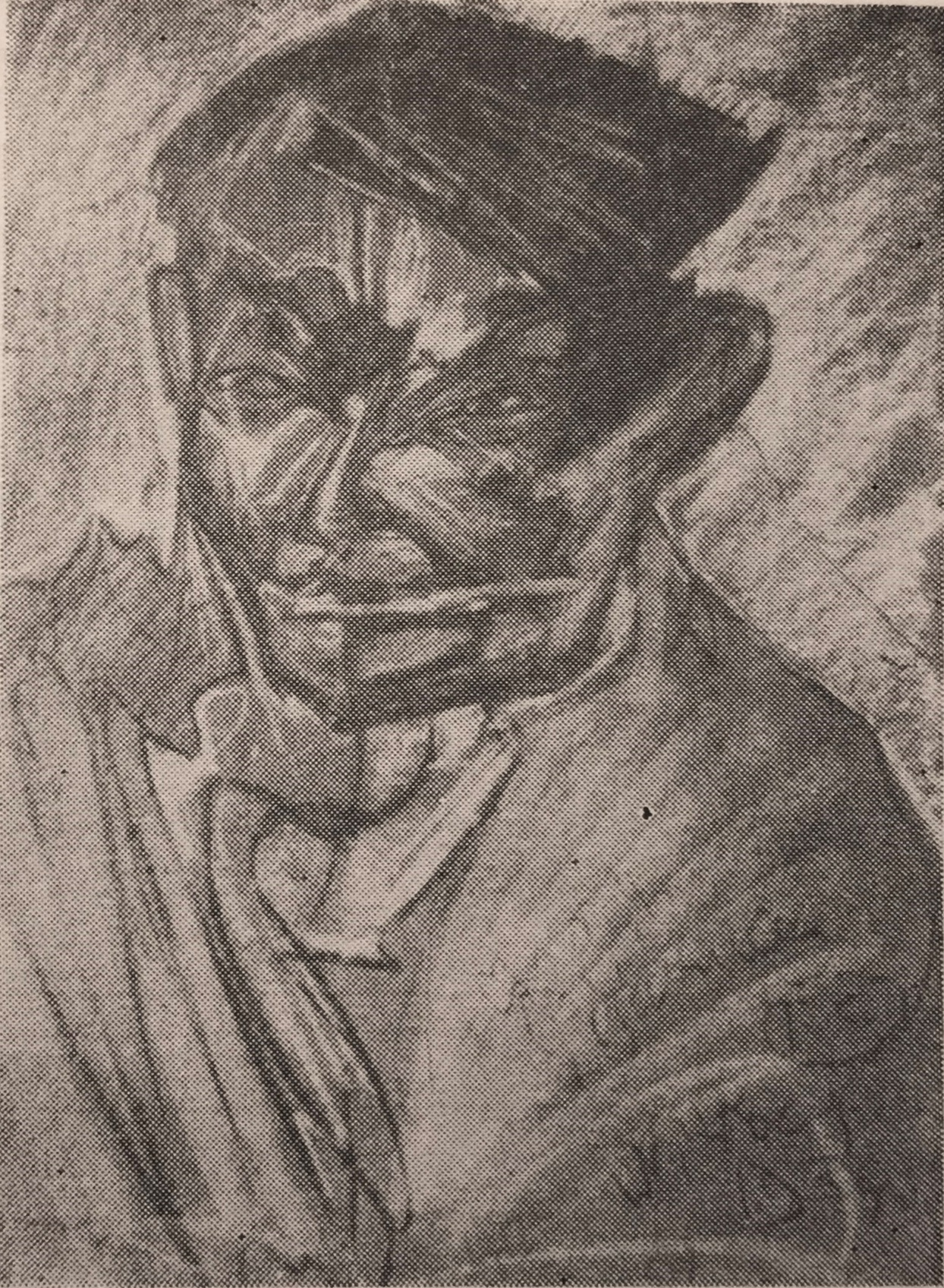
Stefan Jaracz na portrecie Witkacego

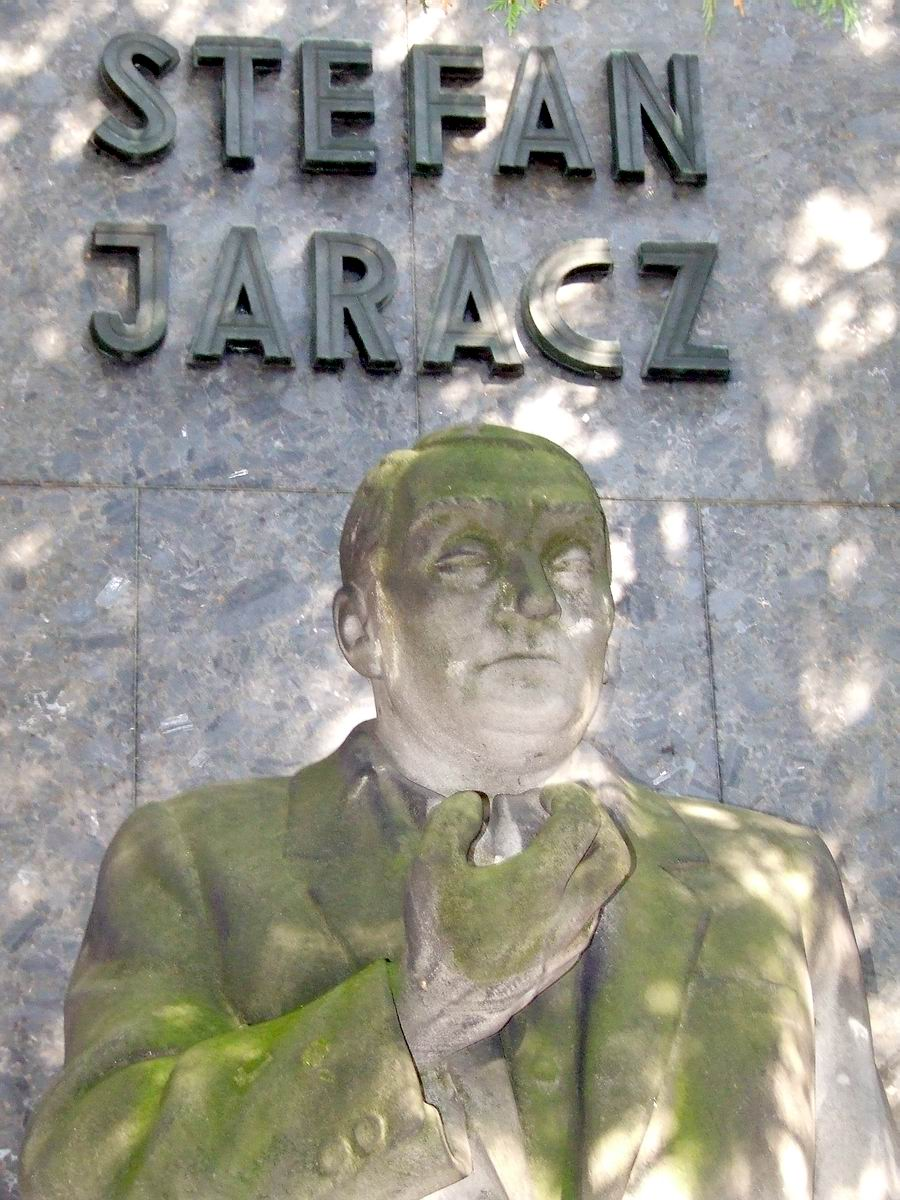
Grób Stefana Jaracza, Stare Powązki

Stefan Jaracz (ur. 24 grudnia 1883 w Żukowicach Starych k. Tarnowa, zm. 11 sierpnia 1945 w Otwocku) – polski aktor teatralny i filmowy, pisarz, publicysta; założyciel i dyrektor teatru Ateneum w Warszawie. Uważany za jednego z największych aktorów polskich i współtwórcę nowoczesnej sztuki aktorskiej.

## Życiorys
Syn nauczyciela ludowego Jana Jaracza, dzieciństwo spędził w bardzo trudnych warunkach materialnych. Ukończył szkołę podstawową w Tarnowie. Relegowany z tarnowskiego gimnazjum za działalność w postępowej organizacji patriotyczno-radykalnej Promieniści, gdzie wraz z Marianem Kukielem i Karolem Radkiem współtworzył koło tarnowskie. Początkowo trafił do gimnazjum w Jaśle, a ostatecznie maturę złożył eksternistycznie w 1903 r. w gimnazjum w Bochni.
Na Uniwersytecie Jagiellońskim studiował prawo, historię sztuki, polonistykę i przyrodę. Na utrzymanie zarabiał jako korektor w socjalistycznym dzienniku Naprzód wydawanym przez Polską Partię Socjalistyczną. Jeszcze podczas studiów zaczął interesować się teatrem. Był aktorem w amatorskim zespole Związku Robotniczego. Po dwóch semestrach przerwał studia. W 1904 zaczął występować w Teatrze Ludowym w Krakowie. W 1905 został zaangażowany do teatru Edwarda Rygiera w Poznaniu. W 1907 został na rok wcielony do armii austro-węgierskiej. Po ukończeniu służby wojskowej zaangażował się do teatru Aleksandra Zelwerowicza w Łodzi, gdzie pracował do 1911. W 1911 przeprowadził się do Warszawy gdzie pracował najpierw w Teatrze Małym, a od 1913 w Teatrze Polskim. Specjalizował się w tworzeniu postaci „z ludu”. Najprostszymi środkami opartymi na naturalistycznej metodzie mistrza Kazimierza Kamińskiego ukazywał złożoną psychikę człowieka. Do pamiętnych jego ról należą m.in. tytułowe w Judaszu Kazimierza Przerwy-Tetmajera, Szczęściu Frania Perzyńskiego, a także jako Grzegorz Dyndała Moliera, Smugoń w Przepióreczce Żeromskiego, Rejent w Zemście Fredry, czy Kaliban w Burzy Szekspira.
W listopadzie 1926 roku w jednym z paryskich hoteli miała miejsce nieudana próba samobójcza Jaracza. Z rozpaczy za swoją kochanką, aktorką Marią Brydzińską, która zostawiła go dla hrabiego Maurycego Potockiego, przeciął sobie żyletką tętnicę i wypił dwa flakony jodyny. 
Od wczesnej młodości przyjaźnił się z Juliuszem Osterwą. Pracowali wspólnie w teatrach Krakowa i Poznania. Dzielili również mieszkanie. Dyrektor Osterwa zaprosił go do zespołu Reduty, a później także Teatru Narodowego. Współpraca z Jaraczem nieraz okazywała się kłopotliwa ze względu na chorobę alkoholową, do której z żalem przyznał się w ostatnich pismach z lat 40.
W czasie okupacji niemieckiej recytował kilkakrotnie w kawiarniach warszawskich, związał się z polityczno-wojskową katolicką organizacją podziemną Unia. Po wykonaniu w marcu 1941 wyroku sądu Polski Podziemnej na Igo Symie został aresztowany z córką i osadzony na Pawiaku. 5 kwietnia 1941 wraz z Leonem Schillerem, Bronisławem Dardzińskim i innymi został wywieziony do niemieckiego obozu koncentracyjnego Auschwitz-Birkenau. Zwolniony po licznych interwencjach 15 maja 1941 roku.
Zmarł w sanatorium w Otwocku na gruźlicę gardła, która ujawniła się po jego pobycie w obozie. Od 11 do 14 sierpnia 1945 zarządzona została żałoba. W tym okresie czasu zamknięte były wszystkie teatry w Polsce, a w lokalach publicznych były zawieszone występy muzyczne i wokalne. Flagi powiewały do połowy masztu. Został pochowany 14 sierpnia 1945 na cmentarzu Powązkowskim w Warszawie (kwatera Aleja Zasłużonych-1-60,61). Nad otwartą mogiłą pożegnał Jaracza prezes Związku Dziennikarzy prof. Józef Wasowski, a z ramienia Związku Zawodowego Literatów Jan Nepomucen Miller. Autorem rzeźby na nagrobku jest Stanisław Sikora. Pogrzeb został uwieczniony w specjalnym wydaniu Polskiej Kroniki Filmowej Testament Jaracza.

## Życie prywatne
W 1911 ożenił się z aktorką Jadwigą Daniłowicz, z którą miał córkę, aktorkę Annę Jaraczównę. Jego prawnukiem jest Mikołaj Radwan, aktor dziecięcy, odtwórca głównej roli w serialu Tata, a Marcin powiedział.

## Filmografia
- Obłąkany. Dramat w Tworkach (1912) jako mąż
- Wykolejeni (1913) jako bankier
- Bóg wojny (1914) jako Napoleon Bonaparte
- Tajemnica pokoju nr 100 (1914) jako konkurent
- Cud nad Wisłą (1921) jako Jan Rudy, agitator bolszewicki
- Za winy brata (1921) jako Karol Gromski
- Niewolnica miłości (1923)
- O czem się nie mówi (1924) jako radca Wolski
- Skrzydlaty zwycięzca (1924)
- Śmierć za życie. Symfonia ludzkości (1924)
- Iwonka (1925) jako towarzysz Gabriela
- Pan Tadeusz (1928) jako Napoleon Bonaparte
- Przedwiośnie (1928) jako ojciec Baryki
- Dróżnik nr 24 (1929) jako dróżnik
- Ponad śnieg (1929) jako Joachim
- Uroda życia (1930) jako ojciec Piotra
- Bezimienni bohaterowie (1932)
- Biała trucizna (1932) jako przemysłowiec Jan Kański
- Księżna Łowicka (1932) jako książę Konstanty Pawłowicz
- Kocha, lubi, szanuje (1934)
- Młody las (1934) jako profesor, ojciec Stefana
- Przebudzenie (1934) jako pijak z „cyrku”
- Jego wielka miłość (1936) jako sufler Konstanty Kurczek
- Pan Twardowski (1936) jako mistrz Maciej, alchemik
- Róża (1936) jako Oset

## Ordery i odznaczenia
- Krzyż Komandorski Orderu Odrodzenia Polski[22]
- Krzyż Oficerski Orderu Odrodzenia Polski (8 listopada 1930)[23]
- Złoty Krzyż Zasługi (1 lipca 1935)[24]
- Złoty Wawrzyn Akademicki (5 listopada 1935)[25]

## Upamiętnienie
W 2018 r. Poczta Polska wyemitowała zaprojektowany przez Marzannę Dąbrowską upamiętniający Stefana Jaracza znaczek pocztowy o nominale 2,60 zł należący do serii „Ludzie kina i teatru”.

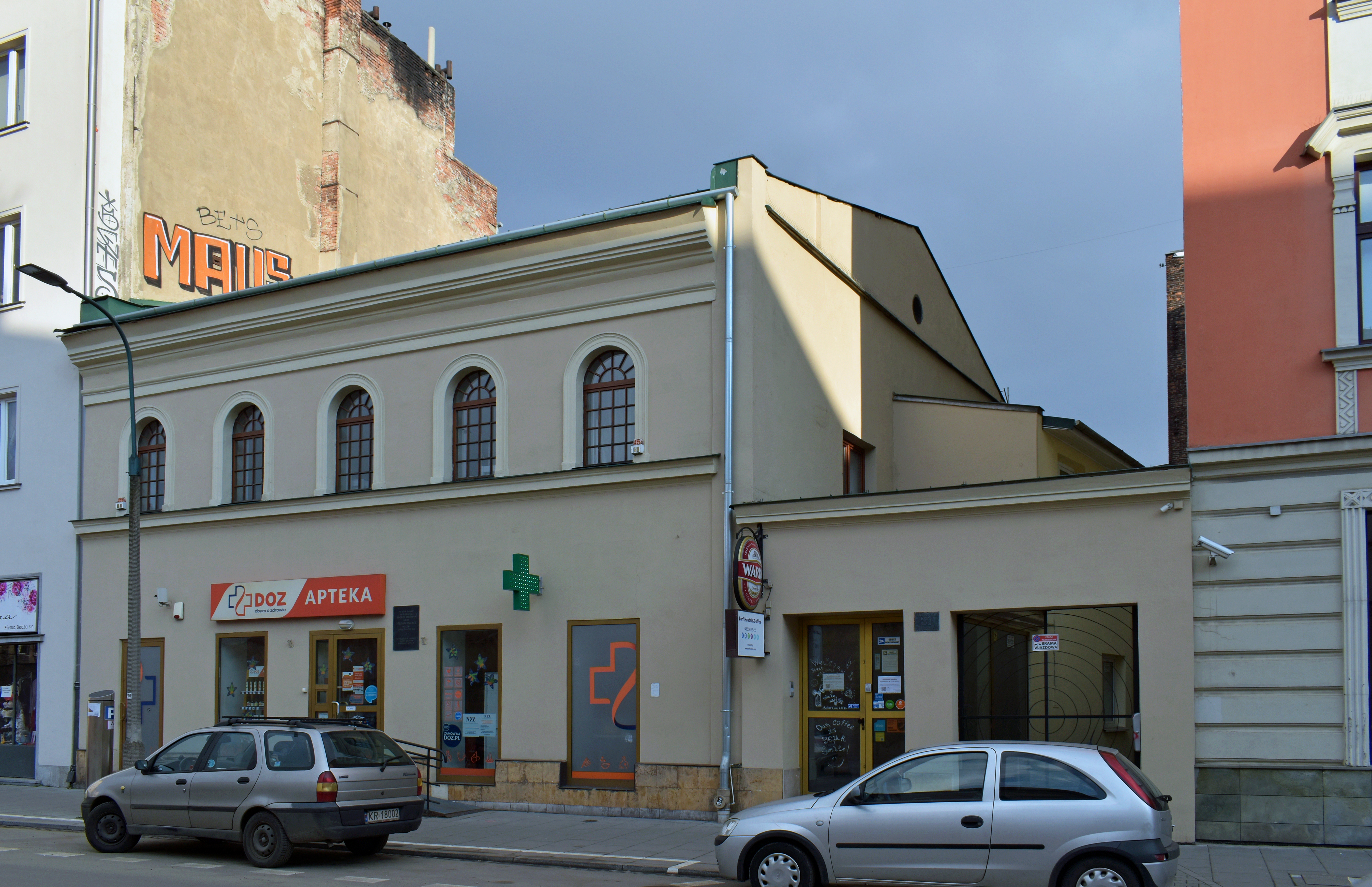
Dawny Teatr Ludowy na scenie którego debiutował, Kraków ul. Krowoderska 31
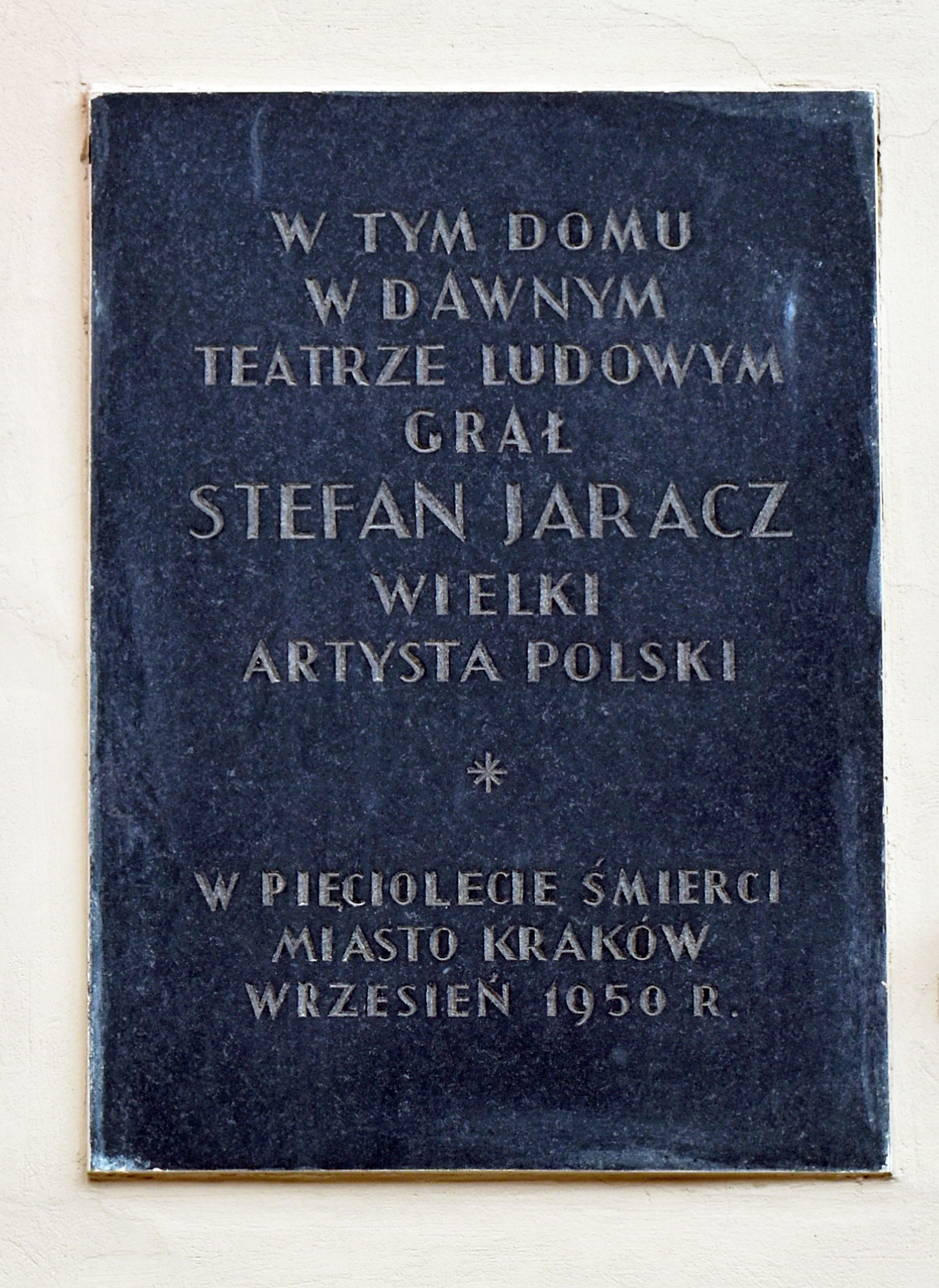
Tablica upamiętniająca Stefana Jaracza

### Teatry im. Stefana Jaracza

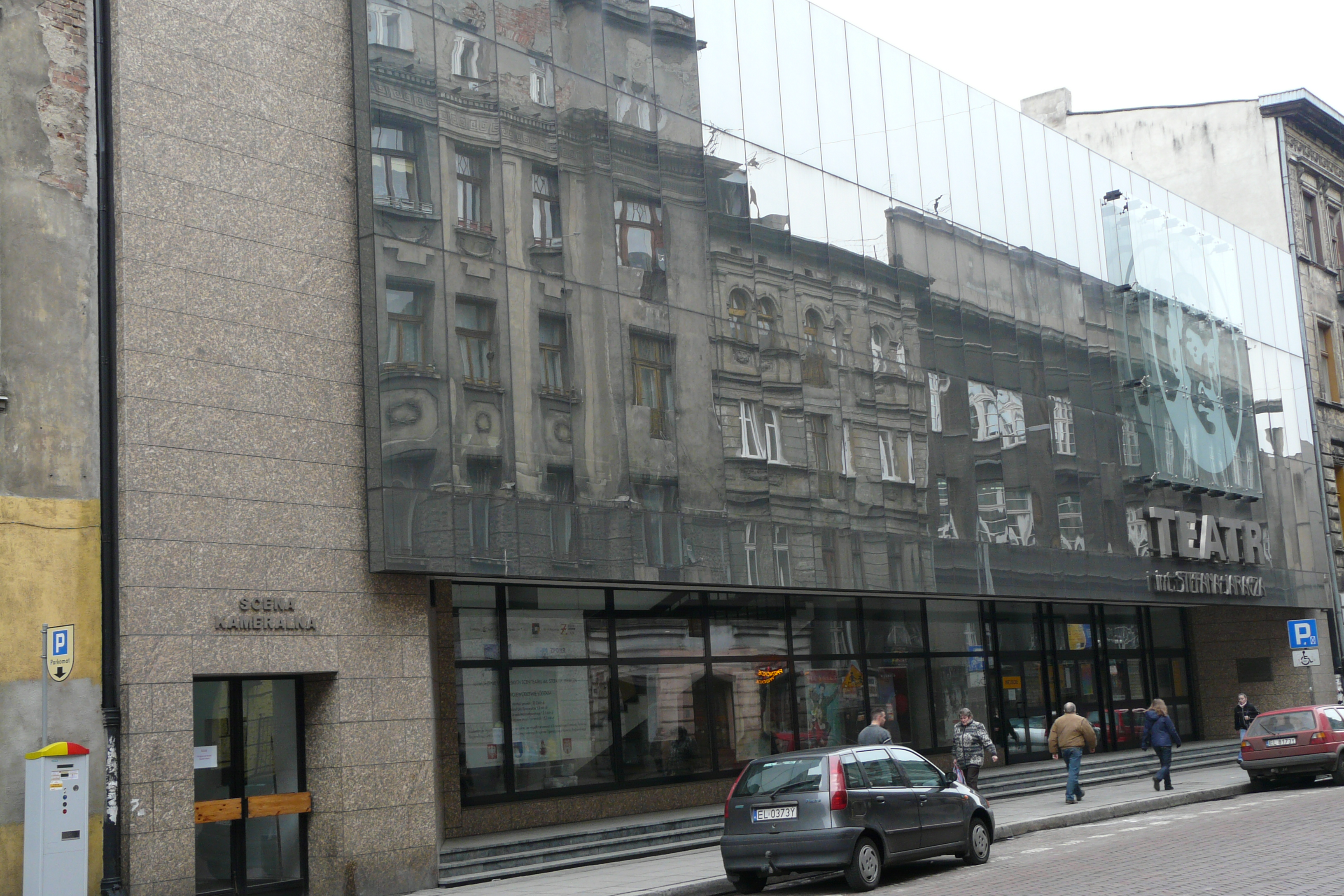
Budynek Teatru im. S. Jaracza w Łodzi
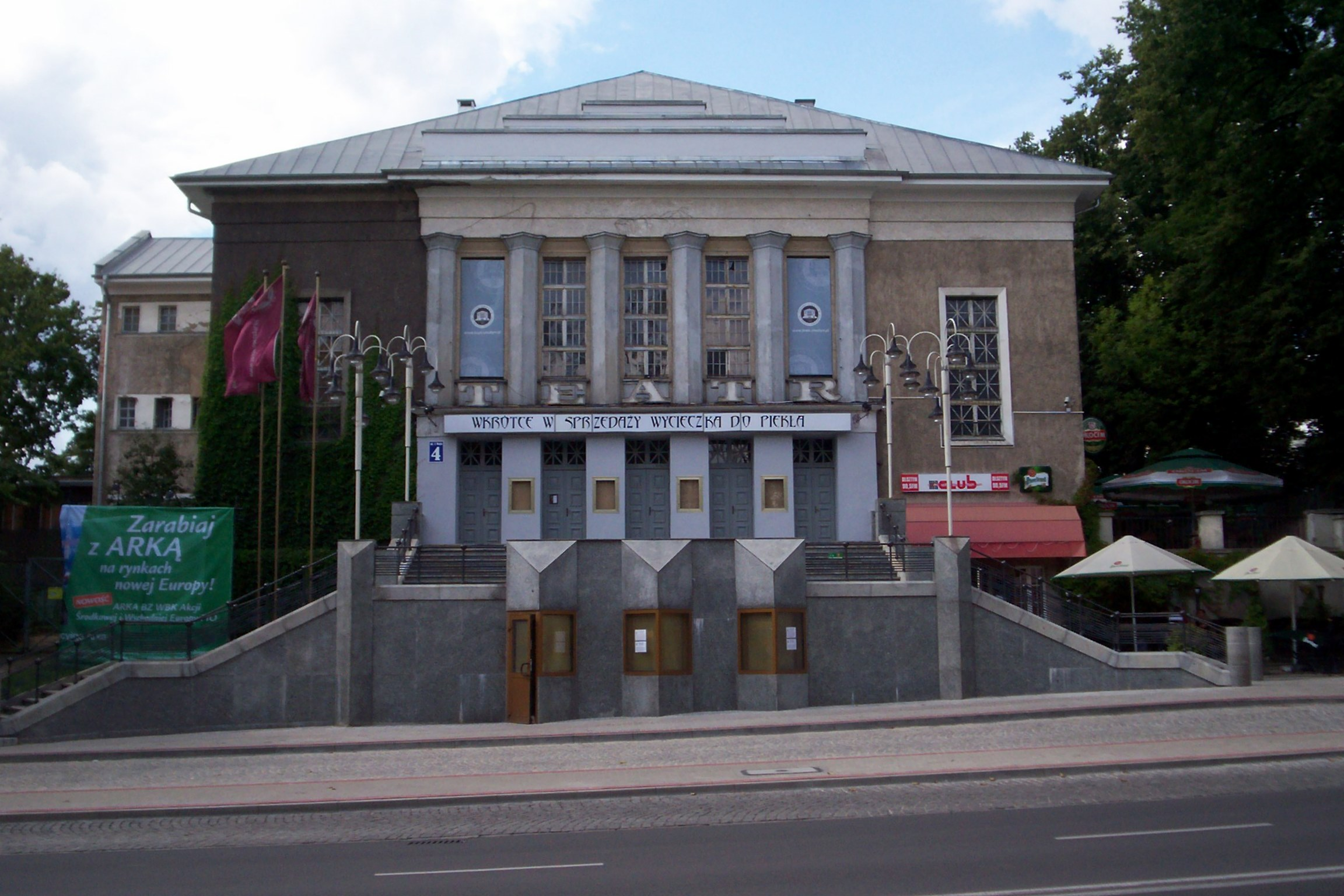
Budynek Teatru im. S. Jaracza w Olsztynie
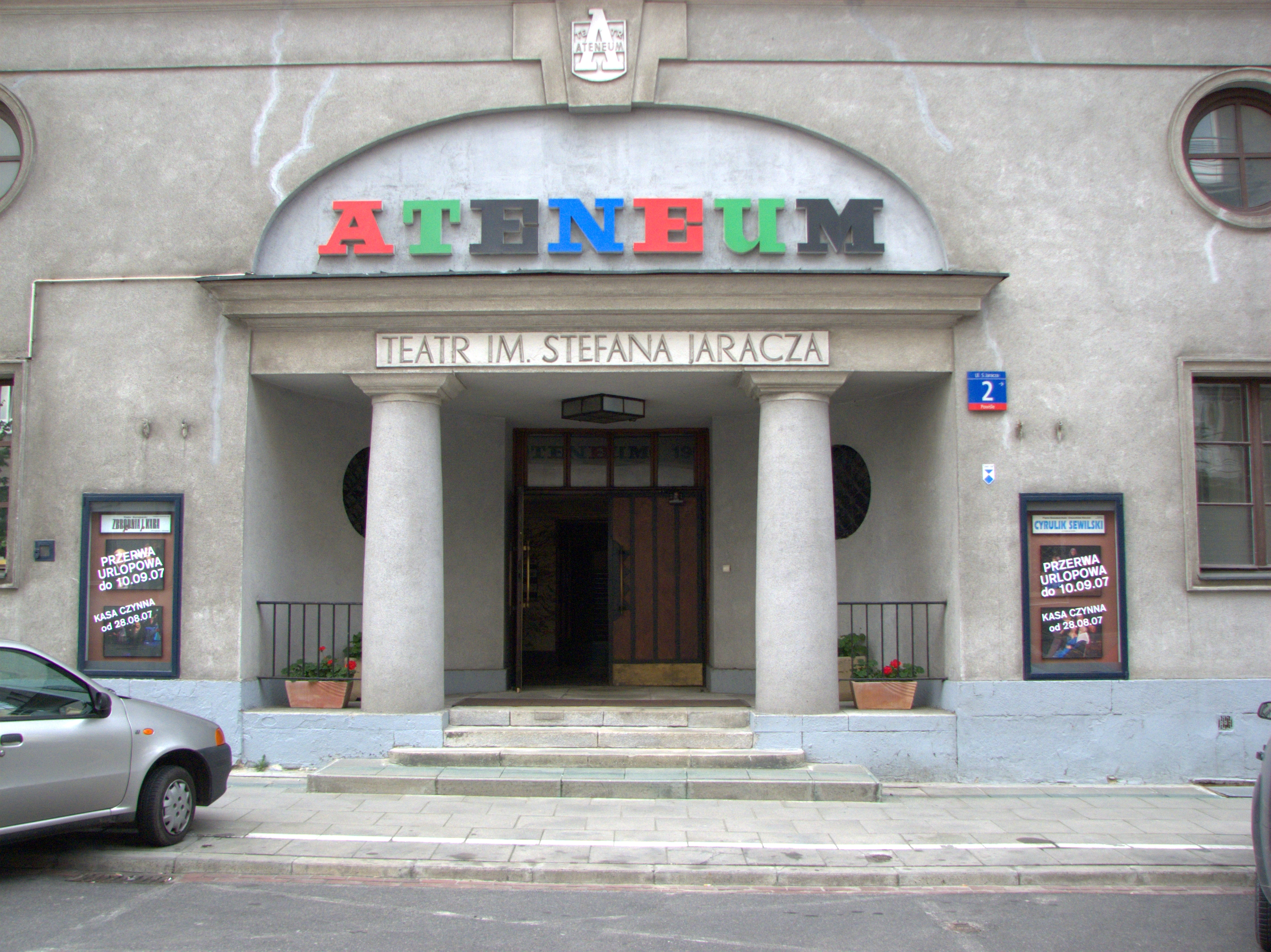
Wejście do budynku Teatru Ateneum im. S. Jaracza w Warszawie

### Ulice im. Stefana Jaracza
Stefan Jaracz jest patronem ulic m.in. w: Słupsku, Częstochowie, Łodzi, Krakowie, Oświęcimiu, Tarnowie, Warszawie, Toruniu, Tychach, Wrocławiu, Ostródzie, Białymstoku, Węgorzewie i Gdańsku.